# 軒轅劍外傳Online
《軒轅劍外傳Online》，別名《軒轅劍Zero》、《伏魔傳奇》

，為軒轅劍系列第四款線上遊戲，這次使用的引擎為RenderWare，與《飛天歷險》、《仙劍Online》、《天之痕Online》相同引擎，風格採奇幻寫實風格。

## 大事記
- 2012年2月16日~2012年2月20日 菁英封測ccb
- 2012年3月9日 公布遊戲代言人Dream Girls以及申請遊戲帳號 [4]
- 2012年3月14日~2012年3月21日 封測cb
- 2012年3月23日 公測開始
- 2012年6月13日 推出改版资料片《双生之界》
- 2013年8月19日 结束在台港澳的营运[5]

## 遊戲背景
故事設定於上古時候，是不存於任何史實之中，屬於軒轅劍誕生之前的時代，中原有三個種族居住北中南各方，分別為弭(音同米)族、人族、佐族，
當有天魔神突破戰神的封印，並協助北方弭族南侵，此時人族與佐族合力抵抗，但由於敵方人數眾多難以抵擋...。
傳說中只有「龍魂之子」可解救蒼生，而玩家將扮演龍魂之子，當故事過程中，玩家將慢慢地發現到每一神器的創始，以及每一個神器的成就......。

## 職業介紹
在遊戲世界中，一開始創角時，提供六大職業讓玩家做選擇。

### 劍俠
「蕩氣迴腸塵不染，一舞劍刃落四方。」
擅長靈敏舞劍。武器裝備為奇刃重鎧，其傷害多屬物理傷害，物理近戰型。

### 武者
「浩然正氣貫長空，威武不屈傲蒼穹。」
特色強攻猛擊。武器裝備為重武重鎧，傷害為物理類型，操控難度高，物理近戰型。

### 梵宗
「渡眾萬物了於心，斬盡妖魔濟蒼生。」
苦修與武學的結合。武器裝備為靈器輕甲，傷害類型為法術傷害，法術近戰型。

### 七律
「幽冥深處誰弄琴，樂曲攝魂動人心。」
藉由彈奏神曲等較特殊的曲調能夠替隊友續命。武器裝備為弦音布袍，傷害類型為遠程法術傷害，法術遠攻型。

### 獵魔
「烽火連天漫蒼日，挽弓搭箭為擒魔。」
以自身之力附於箭之上，射向敵方。武器裝備為貫羽輕甲，傷害屬遠程物理傷害，物理遠攻型。

### 御魂
「操魂弄魄入三分，幽魂淒厲影迷濛。」
以其所學操弄敵方魂魄，使出令人膽戰驚心的技能。武器裝備為玄杖布袍，法術遠攻型。

## 改版訊息

### 台港澳
| 版本名稱 | 對應版本號     | 上線日期      | 主要改版内容               | 備註 |
| -------- | -------------- | ------------- | -------------------------- | ---- |
| 雙生之界 | 0.08.01.010.tw | 2012年6月13日 | 雙職系統 陣營戰場 武學系統 |      |